# Sich selbst aus der Gesellschaft ausgegrenzt
Sich selbst aus der Gesellschaft ausgegrenzt war ein von der DDR-Nachrichtenagentur ADN verfasster Kommentar, der am 2. Oktober 1989 im Neuen Deutschland und allen anderen Tageszeitungen der DDR erschien; er war bereits am  Vortag im Rahmen der Nachrichtensendung Aktuelle Kamera von Olaf Dietzel  gesprochen worden. Der Kommentar gilt, insbesondere wegen der Aussage, man solle den Flüchtlingen aus der DDR „keine Träne nachweinen“, als ein Katalysator für die Wende und friedliche Revolution in der DDR.

## Vorgeschichte
Im Sommer 1989 öffnete Ungarn den Eisernen Vorhang und erlaubte DDR-Bürgern, über Ungarn in den Westen zu gelangen. In der Folge verließen Tausende DDR-Bürger über die Grenze zwischen Österreich und Ungarn. In der Folge wurden die Grenzkontrollen zwischen der Tschechoslowakei und Ungarn verschärft. Daraufhin campierten ab September hunderte DDR-Bürger auf dem Gelände der bundesrepublikanischen Botschaft in Prag. Am 30. September 1989 stimmte die DDR auf sowjetischen Druck hin der Ausreise der Botschaftsflüchtlinge nach Westdeutschland zu. Zur selben Zeit formierten sich in der DDR Bürgerbewegungen wie das Neue Forum, die Reformen von der Staats- und Parteiführung forderte.

## Der Kommentar
Die Zulassung der Ausreise der Botschaftsflüchtlinge wurde von der DDR-Führung als „humanitärer Akt“ dargestellt. In dem Kommentar, der die Meldung über die „Ausweisung“ der Flüchtlinge begleitete und der mit den Worten Sich selbst aus der Gesellschaft ausgegrenzt überschrieben wurde, behauptete der ungenannte Autor, die Sorge vor dem Ausbruch von Seuchen habe die DDR-Führung zu dem Schritt veranlasst. Der Bundesregierung wurde vorgeworfen, sich eine völkerrechtswidrig eine „Obhutspflicht für alle Deutschen, die in den Grenzen des Deutschen Reiches von 1937 leben“, anzumaßen und damit die Ergebnisse des Zweiten Weltkriegs zu ignorieren. Politik und Medien der Bundesrepublik wurde vorgeworfen, eine „Heim-ins-Reich“-Psychose zu verbreiten.
Den Flüchtlingen wurde vorgeworfen, ihre Heimat zu verraten; hätte DDR-Regierung sie in die DDR zurückkehren lassen, hätten sie aufgrund ihres Verhaltens „keinen Platz mehr im normalen gesellschaftlichen Prozeß gefunden“. Ferner behauptete der Kommentar, dass auch „Asoziale“ unter den Botschaftsflüchtlingen seien.
Für Empörung in der DDR sorgten die den letzten Absatz einleitenden Sätze: 

„Sie alle haben durch ihr Verhalten die moralischen Werte mit Füßen getreten und sich selbst aus unserer Gesellschaft ausgegrenzt. Man sollte ihnen deshalb keine Träne nachweinen“

Der Satz, wonach man den Ausreisenden „keine Träne nachweinen solle“, war durch den SED-Generalsekretär und Staatsratsvorsitzenden Erich Honecker persönlich hinzugefügt worden.

## Folgen
Der Kommentar führte zu einer großen Empörung in der DDR-Bevölkerung und beschleunigte den Prozess, der schließlich zum Zusammenbruch der SED-Herrschaft führte. Auch in Leserbriefen, die DDR-Zeitungen in den folgenden Wochen veröffentlichten, wurde der Kommentar kritisiert, zumal die Massenflucht der DDR-Bürger vielerorts zu einem Arbeitskräftemangel führte; in diesem Kontext geriet auch die Zeitungen der Blockparteien in die Kritik, da sie die ADN-Meldungen ohne Stellungnahme abdruckten. Markus Wolf erklärte Ende Oktober 1989 in einem Interview, er habe sich vermutlich „noch nie so geschämt wie an dem Tag, an dem in den Medien zu lesen war: ‚Wir sollten den Menschen, die uns verlassen haben, keine Träne nachweinen‘.“